# César Maluco
César Augusto da Silva Lemos, genannt César Maluco (Maluco = der Verrückte), (* 17. Mai 1945 in Niterói) ist ein ehemaliger brasilianischer Fußballspieler.

## Karriere
Er startete seine Karriere in Rio de Janeiro bei CR Flamengo. Die meisten Spiele bestritt er aber für den SE Palmeiras aus São Paulo. Hier erzielte er in sieben Jahren in verschiedenen Wettbewerben 180 Tore und konnte mit dem Verein fünf Meistertitel einfahren. Gemeinsam mit Ademar Pantera wurde César Maluco beim Torneio Roberto Gomes Pedrosa 1967 Torschützenkönig.
1974 war César Maluco Mitglied des WM Teams bei der Fußball-Weltmeisterschaft. Die Mannschaft errang bei dieser WM den vierten Platz. Bei der WM machte er seinem Beinamen alle Ehre. Im Zuge der Begegnung mit der Zaire, verstellte er die Fahrtrichtung der Rolltreppe von auf- auf abwärts, so dass die überraschten Spielers Zaires teilweise zu Fall kamen.
1982 gründete, Newton de Castro Ribeiro ein Geschäftsmann, Anwalt und ehemaligen Spieler des América Mineiro den Ísis Pop EC. Seine Ambition mit diesem Projekt war die Etablierung eines gleichwertigen Gegengewichts im Frauenfußball zum bekannteren EC Radar aus Rio de Janeiro. Als Trainer für seinen mit jungen Talenten rekrutierten Kader konnte er die Palmeiras-Legende César Maluco gewinnen.

## Trivia
Die Fußballspieler Caio Cambalhota und Luisinho Lemos sind seine Brüder.

## Erfolge
Palmeiras
- 5 × Brasilianischer Meister:
  - Torneio Roberto Gomes Pedrosa: 1967, 1968
  - Taça Brasil: 1967
  - Campeonato Brasileiro de Futebol: 1972, 1973
- Trofeo Ramón de Carranza: 1969

Auszeichnungen
- Brasilianischer Torschützenkönig: 1967